# VLAN
Un VLAN (prescurtare de la virtual local area network, în română rețea locală virtuală) este un grup de gazde ce pot comunica, indiferent de locația lor fizică, ca și cum s-ar afla în același domeniu de difuzare. Un VLAN are aceleași atribute ca o rețea locală fizică, dar permite stațiilor să nu fie legate în același switch de rețea. Apartenența la un VLAN poate fi configurată la nivelul 3 al stivei OSI, poate fi configurat atit pe rutere cit si pe comutatoare de tip multilayer.